# ابتکسوکو
ابتکسوکو (به اسپانیایی: Abetxuko) یک روستا در اسپانیا با جمعیت ۳٬۳۲۷ نفر است که در استان آلابا واقع شده‌است.

## نگارخانه

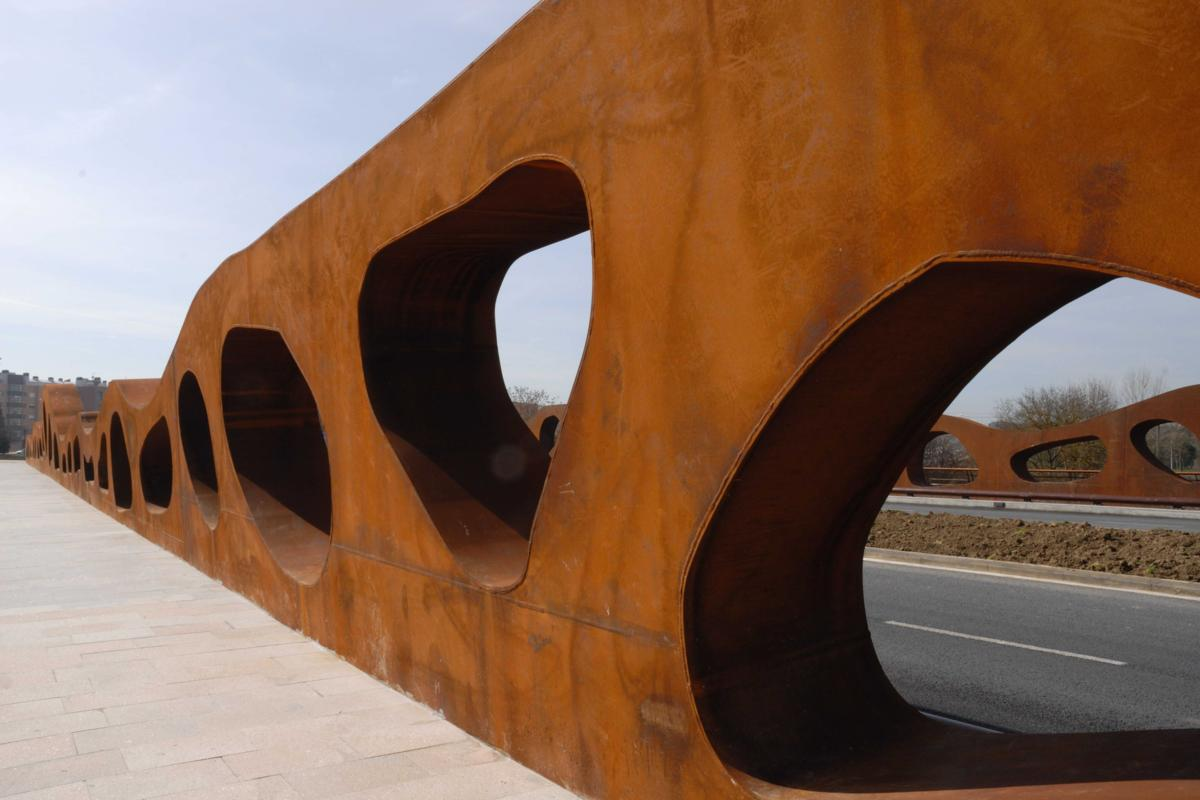
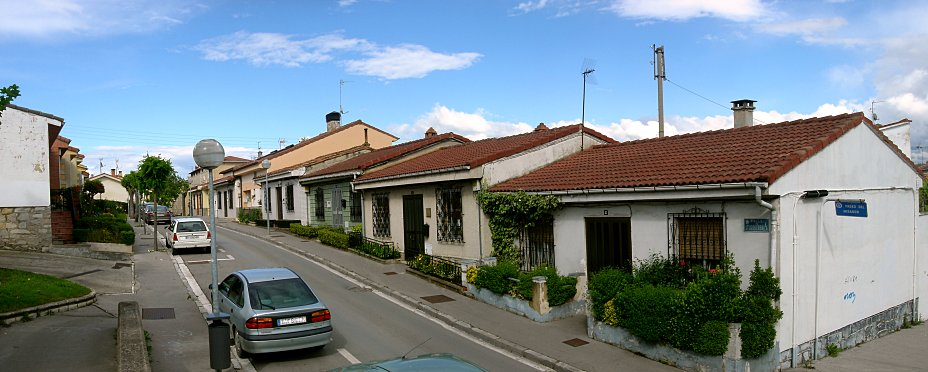
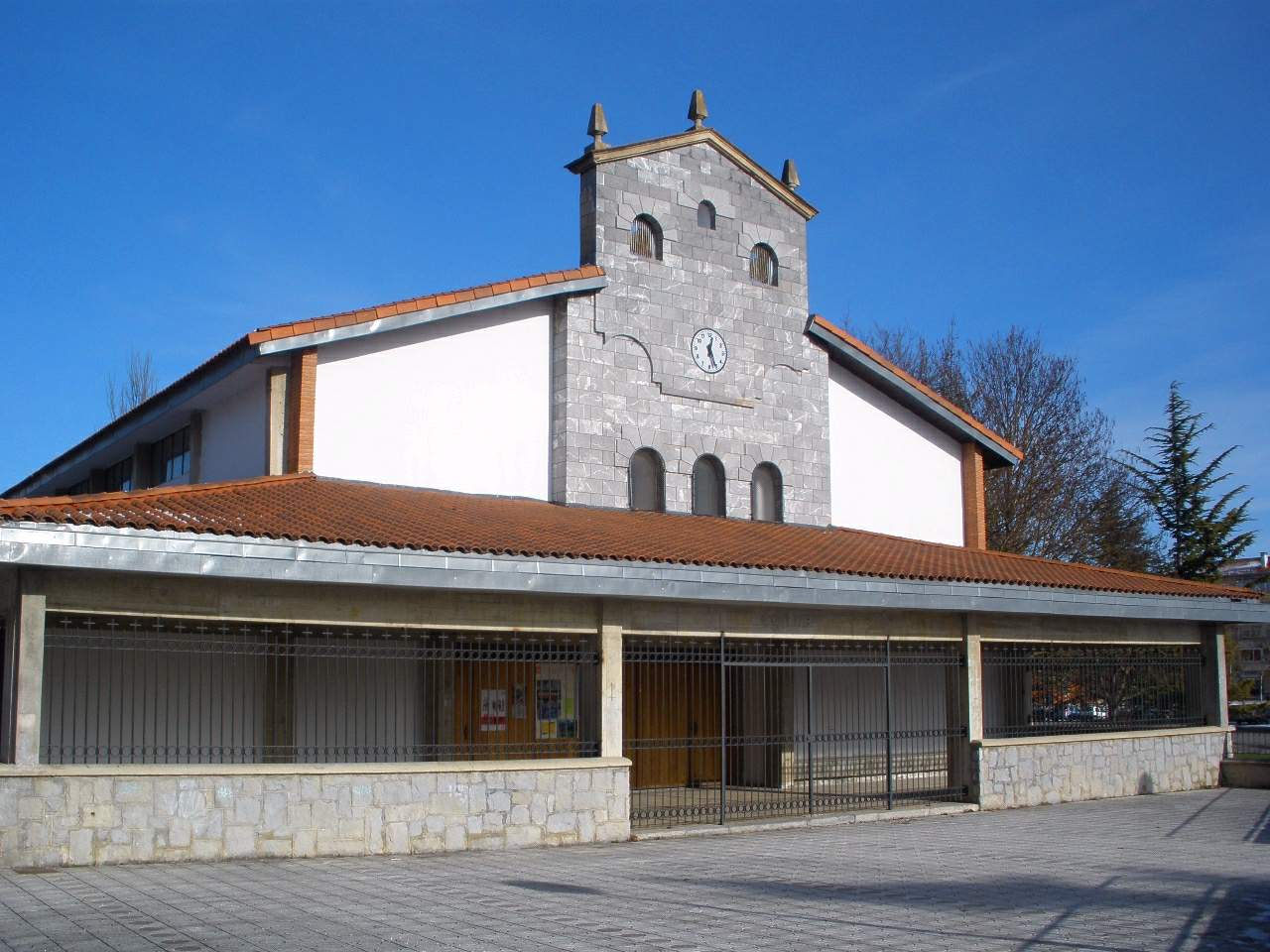